# Мост имени Евгении Бош
Мост имени Евгении Бош — мост через Днепр, существовавший в 1925–41 годах в Киеве. Был возведён по проекту Е. О. Патона на опорах Николаевского цепного моста, взорванного в 1920 году.
Отступавшие польские войска 9 июня 1920 года взорвали первую от правого берега опору Николаевского цепного моста, после чего цепи потянули за собой всё сооружение. В 1921 году Восстановительный отряд НКПС взорвал мешавшие навигации провисшие остатки цепей, в результате чего они утонули. В период 1921–23 годов рассматривались разные проекты воссоздания моста: от восстановления в прежнем виде путём подъёма и ремонта цепей и восстановления взорванного быка до проекта с капитальной перестройкой пилонов. Все проекты восстановления по старой цепной схеме были отвергнуты, поскольку не было технической возможности поднять со дна реки обломки моста.
К отстройке моста решили приступить в конце 1921 года, однако проект капитальной реконструкции (по сути, нового сооружения) Евгений Оскарович Патон представил только в январе 1924 года. К тому времени мостостроительная наука доказала, что цепная конструкция плохо приспособлена для многопролётных мостов: сильно колеблется под нагрузкой и полностью разрушается при повреждении в любом месте. Поэтому решили использовать сохранившиеся опоры, но приняли решение строить мост по балочной схеме. Новый мост, с судоходным пролётом на 4,2 м выше прежнего, построили из двутавровых балок, оставшихся на берегах Днепра после разборки в 1919 году стратегических шоссейных мостов киевского района. Новая конструкция обеспечивала большую грузоподъемность, ширину и лучший удельный вес моста (отношение веса затраченного металла к полезному грузу моста).
Строительство шло 10 месяцев под руководством инженеров Березина и Эндимионова. Металлическая конструкция моста массой 250 тыс. пудов была собрана всего за 85 дней. Новый мост был торжественно открыт 10 мая 1925 года. Он получил название в честь революционерки и участницы Гражданской войны на территории Украины Евгении Богдановны Бош (1879—1925), покончившей жизнь самоубийством в том же году, за несколько месяцев до открытия моста.
Мост имени Евгении Бош был уничтожен советскими войсками при отступлении из города 19 сентября 1941 года. Кадры с разрушенным мостом можно увидеть в выпуске 578 Die Deutsche Wochenschau, посвящённом взятию Киева, на цветной фотографии Й. Хэле (нем. Johannes Hähle), датированной второй половиной сентября 1941 года, а также в словацкой кинохронике о визите в Киев Й. Тисо.
После Великой Отечественной войны не восстанавливался. Опоры моста сохранялись до середины 1950-х годов, некоторое время они использовались для линии электропередачи и были взорваны при сооружении поблизости моста Метро. Весной 2010 года, вследствие временного понижения уровня воды, можно было видеть остатки трёх опор старого моста.

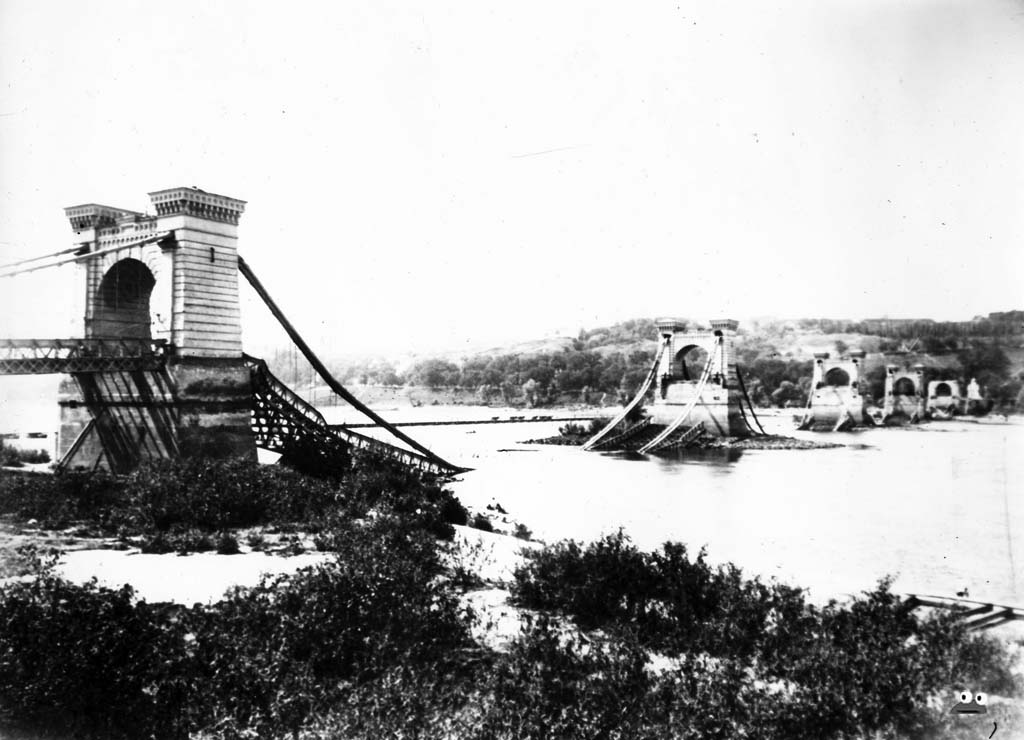
Разрушенный Цепной мост в Киеве, первая половина 1920-х годов
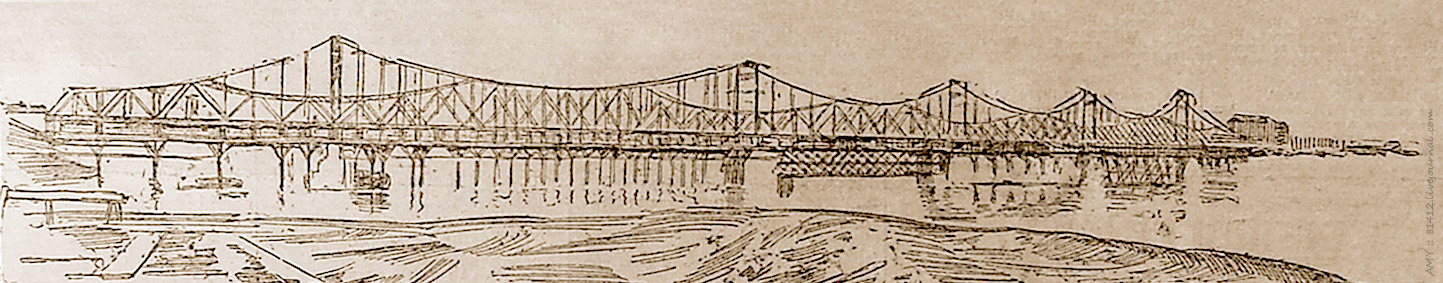
Мост им. Евгении Бош в Киеве, газета «Большевик», 10 мая 1925 года
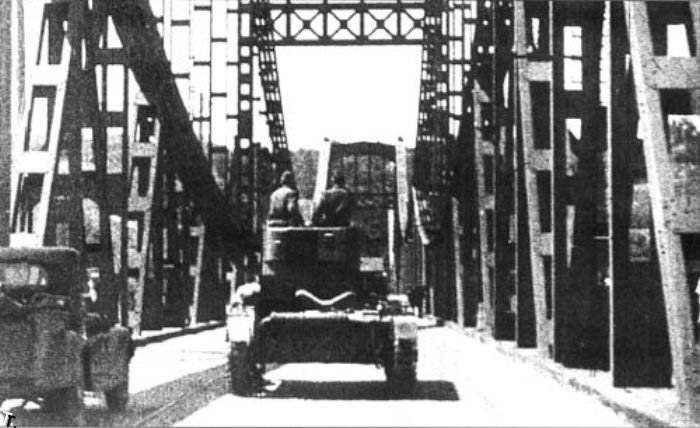
Танк Т-26 на мосту им. Евгении Бош, лето 1941 года
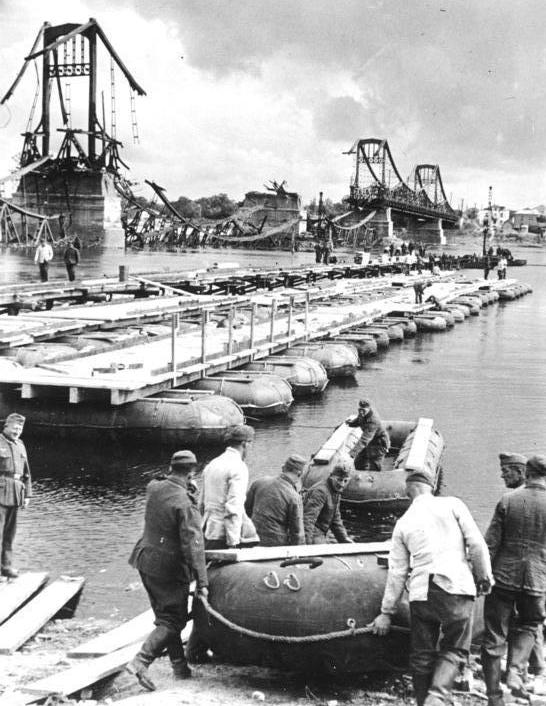
Немецкие солдаты наводят понтонную переправу около разрушенного моста им. Евгении Бош, сентябрь 1941 года
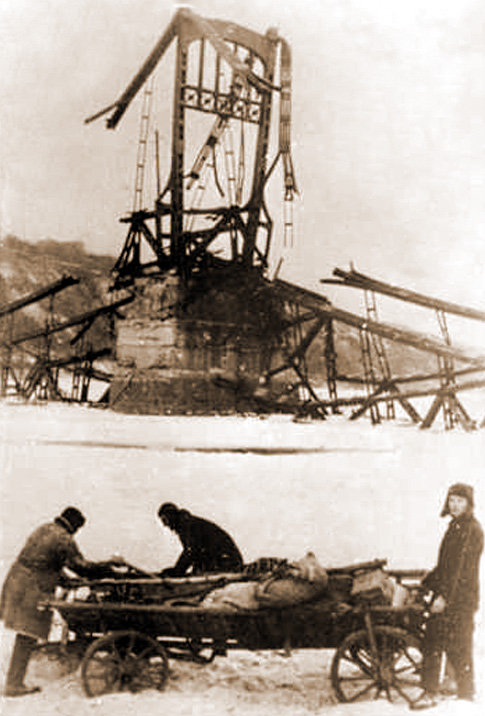
Разрушенный мост им. Евгении Бош, зима 1942 года
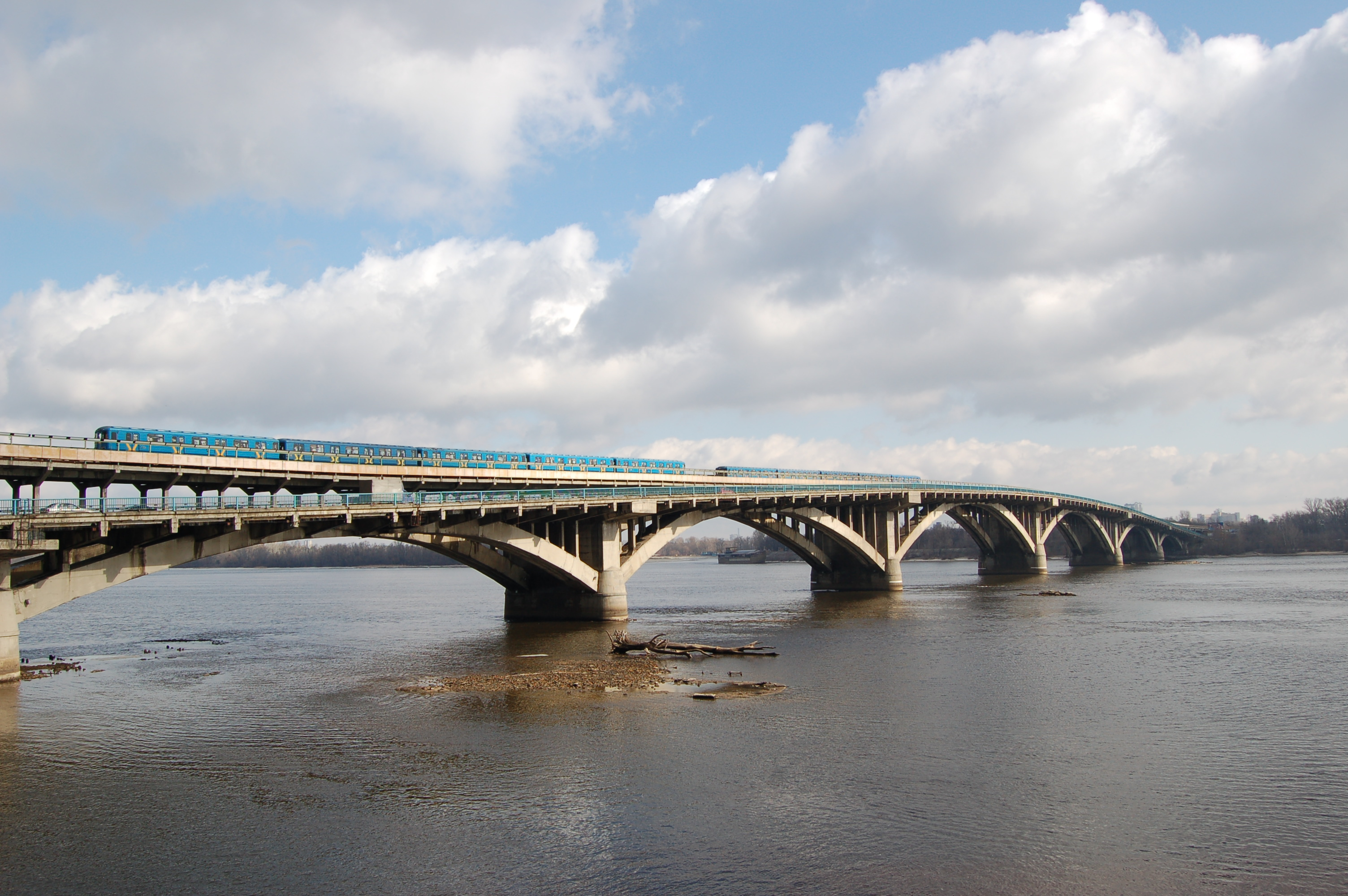
Остатки опор моста им. Евгении Бош около моста Метро в Киеве, март 2010 года
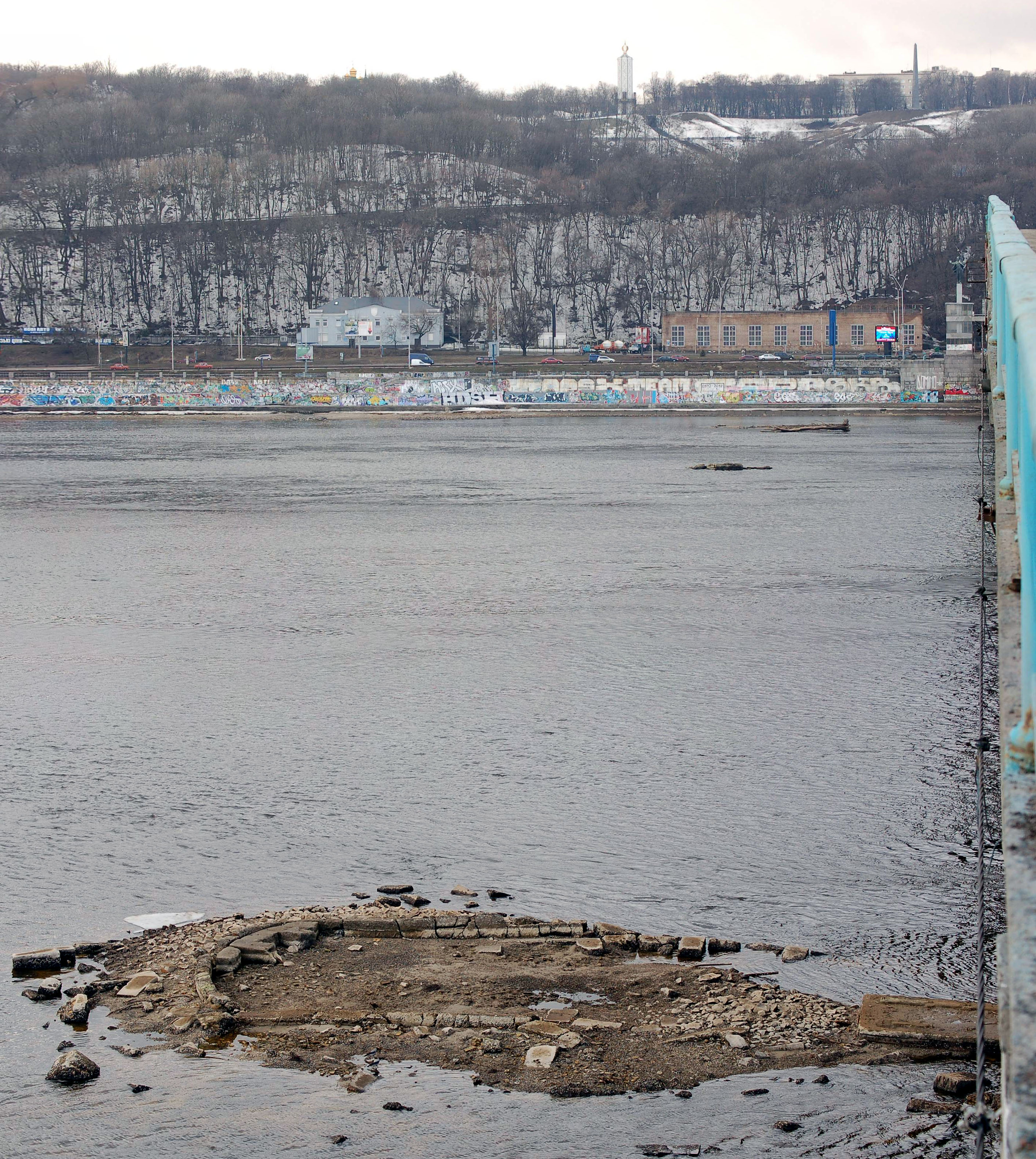
Остатки опор моста им. Евгении Бош около моста Метро в Киеве, март 2010 года
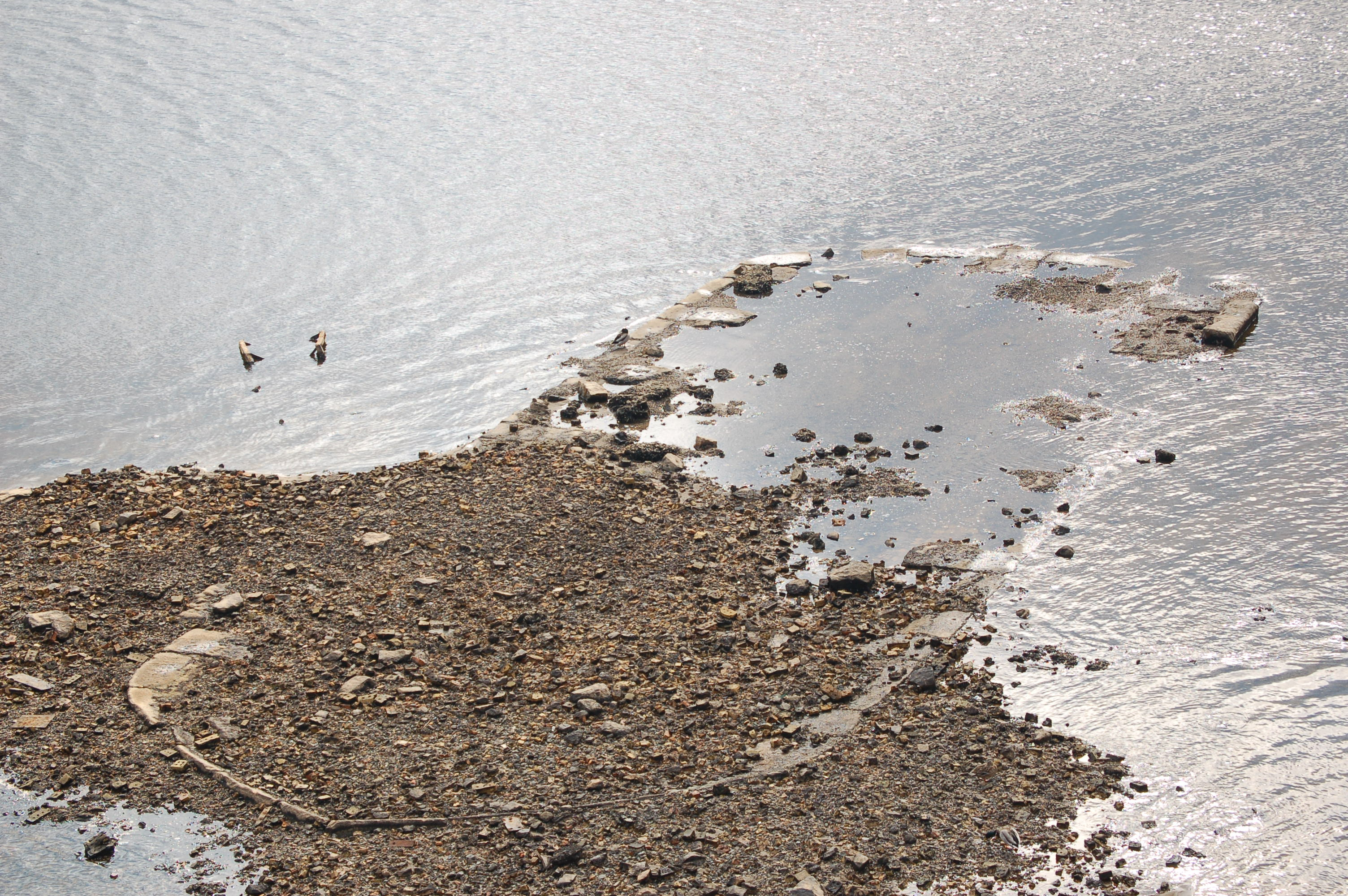
Остатки первой опоры моста им. Евгении Бош около моста Метро в Киеве, март 2010 года
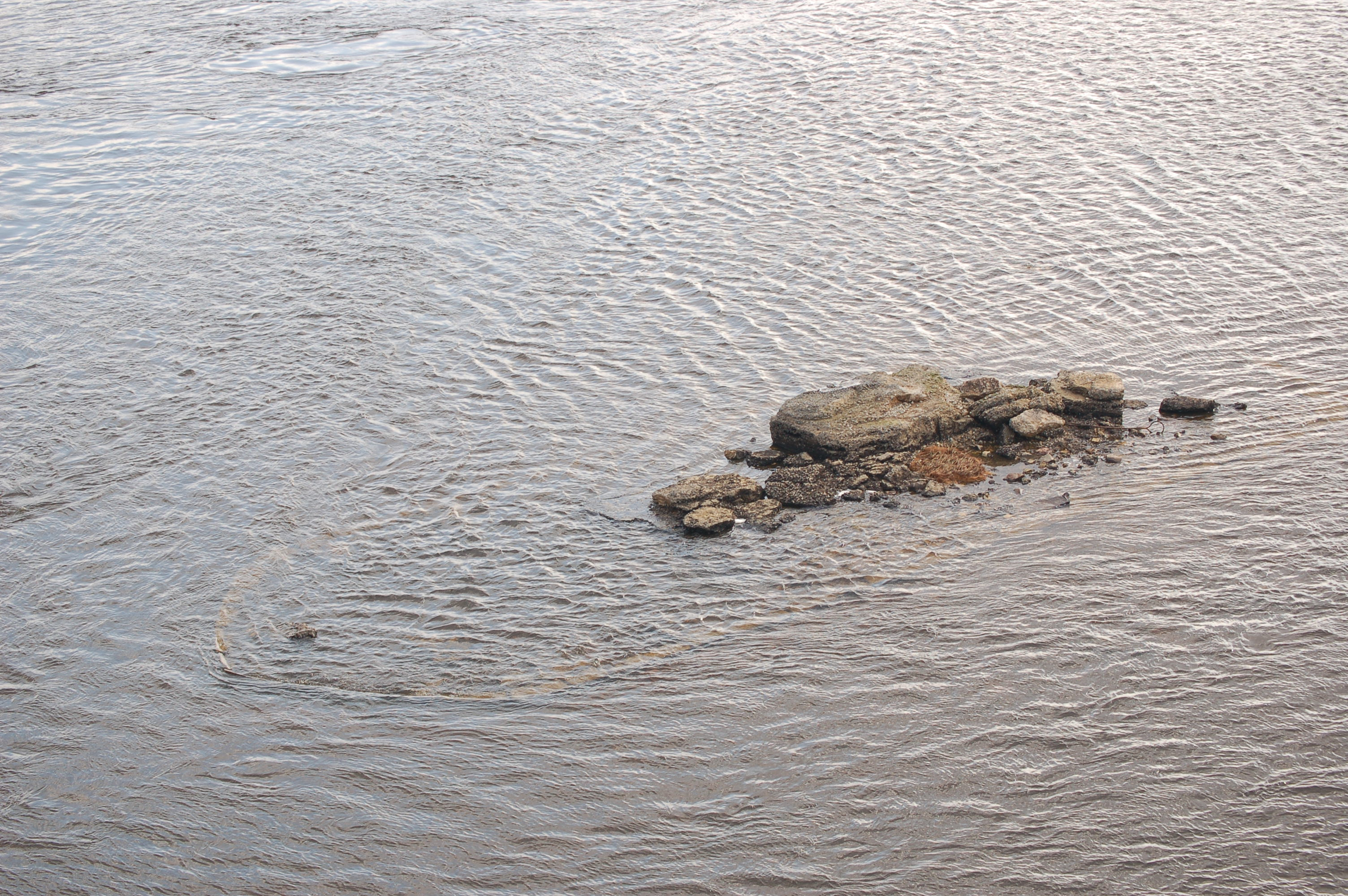
Остатки второй опоры моста им. Евгении Бош около моста Метро в Киеве, март 2010 года
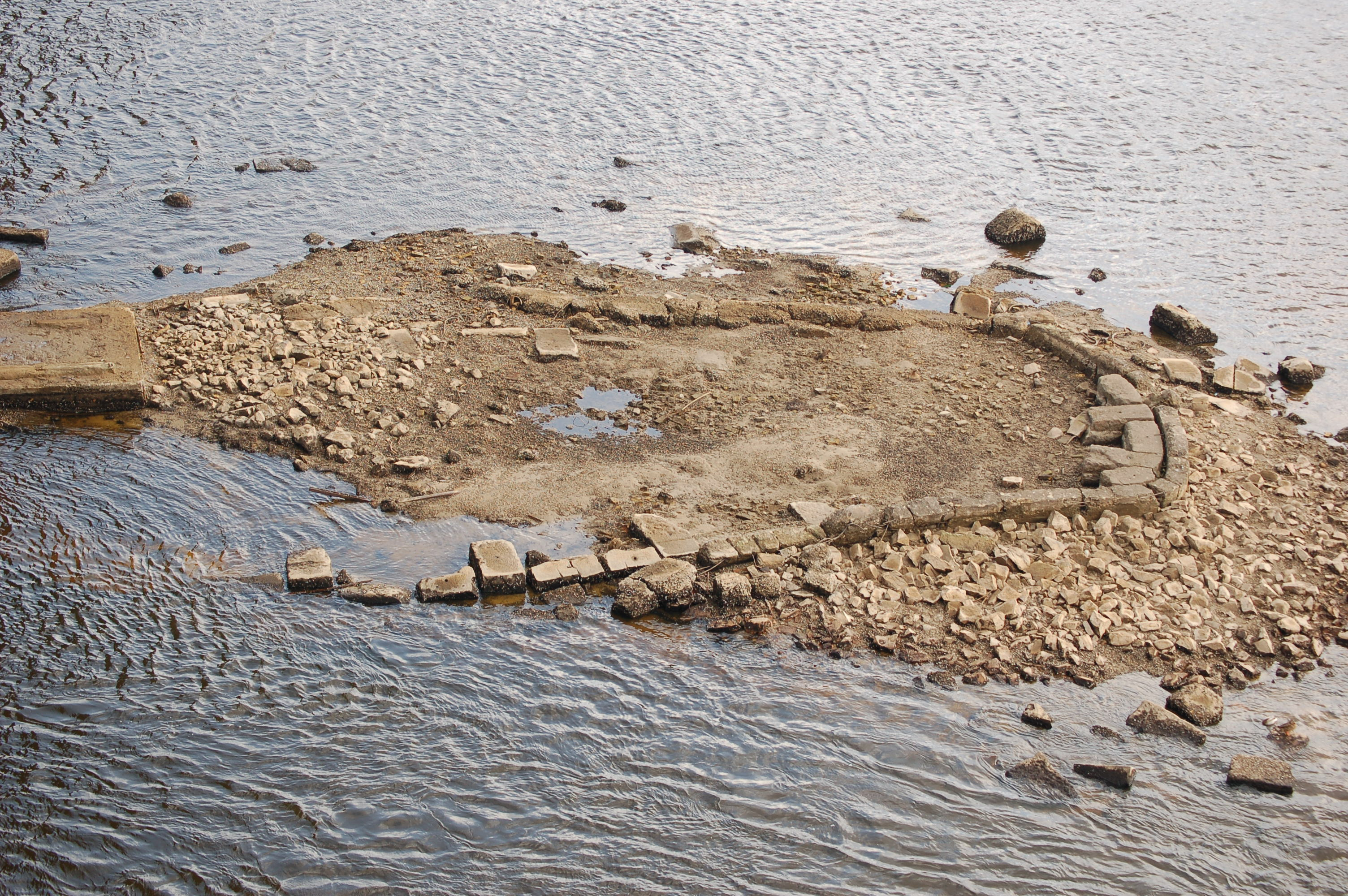
Остатки пятой опоры моста им. Евгении Бош около моста Метро в Киеве, март 2010 года